# Theillement
Theillement is een plaats en voormalige gemeente in het Franse departement Eure in de regio Normandië en telt 306 inwoners (1999). De plaats maakt deel uit van het arrondissement Bernay.

## Geschiedenis
De gemeente is op 1 januari 2017 gefuseerd met de gemeente Bosc-Renoult-en-Roumois tot de commune nouvelle Thénouville.

## Geografie
De oppervlakte van Theillement bedraagt 7,2 km², de bevolkingsdichtheid is 42,5 inwoners per km².
De onderstaande kaart toont de ligging van Theillement met de belangrijkste infrastructuur en aangrenzende gemeenten.

## Demografie
Onderstaande figuur toont het verloop van het inwonertal (bron: INSEE-tellingen).